# Spermophilus
Spermophilus je vědecké pojmenování jednoho z rodů česky nazvaných sysel (rod z čeledi veverkovití).
Sysli rodu Spermophilus patří do skupiny pozemních veverkovitých hlodavců (Sciuridae), kam jsou řazeni psouni (Cynomys), svišti (Marmota) a několik rodů severoamerických syslů (Ammospermophilus, Notocitellus, Otospermophilus, Callospermophilus, Ictidomys, Poliocitellus, Xerospermophilus a Urocitellus).

## Seznam druhů
- Spermophilus adocetus (Merriam, 1903) – sysel krátkohlavý
- Spermophilus annulatus (Audubon & Bachman, 1842) – sysel pruhoocasý
- Spermophilus citellus (Linnaeus, 1766) – sysel obecný
- Spermophilus columbianus (Ord, 1815) – sysel kolumbijský
- Spermophilus erythrogenys (Brandt, 1841) – sysel rudolící
- Spermophilus fulvus (Lichtenstein, 1823) – sysel žlutý
- Spermophilus major (Pallas, 1778) – sysel velký
- Spermophilus parryii (Richardson, 1825) – sysel Parryův
- Spermophilus suslicus (Güldenstaedt, 1770) – sysel perličkový
- Spermophilus undulatus (Pallas, 1778) – sysel dlouhoocasý

## Rozšíření
Rod Spermophilus je rozšířen především v Eurasii, rody Ammospermophilus a Otospermophilus v Severní Americe a rod Spermophilopsis převážně v Asii (severovýchodní Írán, Tádžikistán, Turkmenistán, severozápadní Afghánistán, Uzbekistán a Kazachstán).